# The Green Mile (Roman)
The Green Mile ist ein sechsteiliger Fortsetzungsroman des US-amerikanischen Schriftstellers Stephen King aus dem Jahre 1996, der 1997 erstmals als vollständiger Roman veröffentlicht wurde. Frank Darabont adaptierte den Roman für seine gleichnamige Verfilmung The Green Mile, die 1999 erschien.

## Inhalt
Getragen wird die Fortsetzungsgeschichte von einer Rahmenhandlung, in der der Protagonist Paul Edgecomb rückblickend die Geschehnisse des Jahres 1932 bei seiner Arbeit im Cold-Mountain-Staatsgefängnis erzählt. Paul Edgecomb war zu dieser Zeit der Leiter des wegen seines blassgrünen Linoleumbodens „The green mile“ genannten Todestrakts.
Seit der Einlieferung des Schwarzen John Coffey – eines über zwei Meter großen, bemitleidenswerten Mannes –, der wegen Mordes und Vergewaltigung zweier neunjähriger Mädchen verurteilt ist, geschehen mysteriöse Dinge. Coffey heilt die Harnwegsinfektion Paul Edgecombs und bringt schließlich auch eine im Todestrakt wohnende Maus wieder ins Leben zurück, als deren Rückgrat von dem Aufseher Percy Wetmore zertreten wurde.
Mit der Zeit entwickelt sich ein freundschaftliches Verhältnis zwischen Paul und John. Paul wird allmählich gewahr, dass John Coffey eine übernatürliche Gabe hat. Im Gefängnis tritt seine sanfte Natur zutage, und Paul vermutet, dass Coffey nicht der Mörder der beiden Mädchen sein kann, obwohl er am Tatort festgenommen wurde.
Bei der Hinrichtung des Gefangenen Eduard Delacroix kommt es zu einem Desaster. Paul überlässt Percy Wetmore, den er auf diese Weise motivieren will, die Stelle zu wechseln, die Aufsicht über die Hinrichtung Delacroix’ auf dem elektrischen Stuhl. Bei den Vorbereitungen tränkt Percy, der Delacroix verabscheut, einen Schwamm absichtlich nicht mit Wasser, der eigentlich die elektrische Leitfähigkeit erhöhen und den Strom direkt durch das Gehirn leiten soll. Delacroix stirbt einen grauenvollen Tod.
Melinda, die Frau des Gefängnisdirektors Hal Moores, ist schwer an einem Hirntumor erkrankt, und die Ärzte haben sie bereits aufgegeben. Einige von den Aufsehern verabreden sich zu einem Versuch, ihr Leben zu retten, wobei sie John Coffey nachts aus dem Gefängnis in das Haus des Gefängnisdirektors schmuggeln. Coffey heilt die Kranke, ist jedoch danach sehr in Mitleidenschaft gezogen. Mit letzter Kraft haucht er Wetmore das ein, was er Melindas Körper entnommen hat.
Percy verliert den Verstand und tötet den Gefangenen Will Wharton, der unbekannterweise der tatsächliche Mörder der Mädchen ist. Percy, der nach der Tat in Katatonie verfallen ist, endet in einer psychiatrischen Heilanstalt. In der Folge wird John Coffey auf dem elektrischen Stuhl hingerichtet, nachdem er Paul durch eine Vision die tatsächlichen Geschehnisse des Mordes an den beiden Mädchen gezeigt hat.
Für Paul Edgecomb ist dies die letzte Hinrichtung, an der er mitgewirkt hat, er lässt sich auf einen anderen Posten versetzen. Das Wissen, ein Wunder Gottes getötet zu haben, lässt ihn sich schuldig fühlen. In einem Altenheim schreibt Paul die Geschichte 1996 nieder. Seine besondere Freude ist es dabei, in einem Versteck die seinerzeit von Coffey wiederbelebte Maus zu besuchen. Dem Tier ist durch das Wunder Coffeys eine unverhältnismäßig lange Lebensspanne gegeben worden. 1996 ist Paul 104 Jahre alt, empfindet sein langes Leben als Strafe für die Hinrichtung Coffeys und fragt sich, wie lange er wohl leben wird.

## Über den Fortsetzungsroman
In den Monaten März bis August 1996 veröffentlichte Stephen King die sechs Folgen der Geschichte mit den Titeln Der Tod der jungen Mädchen, Die Maus im Todesblock, Coffeys Hände, Der qualvolle Tod, Reise in die Nacht und Coffeys Vermächtnis. Die Teile des Fortsetzungsromans wurden weltweit am gleichen Tag veröffentlicht. In Deutschland erschienen sie mit einer Auflage von 700.000 Exemplaren. Herausgegeben wurden das Werk im Original vom NAL/Signet-Verlag in New York. Die deutsche Übersetzung von Joachim Honnef wurde vom Bastei-Verlag veröffentlicht.
Noch im Erscheinungsjahr wurde Stephen King für das Werk mit dem Bram Stoker Award und dem 9th Annual Collectors Award für sammelnswerte Autoren und Einzelausgaben ausgezeichnet.
King schätzt die Werke des Schriftstellers Charles Dickens, der viele seiner Romane als Fortsetzungsgeschichten in Zeitungen oder sogenannten Volksbüchern veröffentlichte. Von ihm übernahm King die Idee eines Fortsetzungsromans: „Bei einer Geschichte, die in Fortsetzungen veröffentlicht wird, gewinnt der Schriftsteller eine Überlegenheit über den Leser, die er sonst nicht genießen kann: einfach gesagt, sie können nicht vorausblättern und sehen, wie die Sache ausgeht.“
Vor The Green Mile erschien bereits Schwarz 1978 bis 1981 als Fortsetzungsroman in The Magazine of Fantasy and Science Fiction.

## Deutsche Übersetzung
Die deutsche Erstausgabe enthält Sätze, die im englischen Original nicht vorkommen. Die deutsche Ausgabe sollte parallel zur amerikanischen erscheinen, wobei die Urfassung des Autors zur Übersetzung herangezogen wurde. Änderungen der amerikanischen Lektoren wurden nur in gravierenden Fällen übernommen. Die deutsche Fassung ist damit näher an der ursprünglichen Kingschen Intention. Ein Beispiel: Originaltext: “Smoke puffed from the open V of his shirt.” Deutsche Fassung: „Rauch wolkte aus dem offenen V seines Hemdes, und das geriet dann ebenfalls in Brand.“
Dem deutschen Übersetzer unterliefen jedoch mehrere Fehler. So etwa: „Die Geschichte, die er mir erzählte, deckt sich im großen und ganzen mit der, die ich im ersten Band erzählt habe.“ Das ist unpassend: Paul Edgecomb schreibt ein Tagebuch, keine Bände (engl. Original: “earlier in this account”, also „an anderer Stelle“). Ebenso wurde „tin cup“ fälschlicherweise als „Zinnbecher“ übersetzt. In diesem Zusammenhang ist mit „tin“ aber Blech gemeint.
Delacroix sagt mit starkem Akzent: “Don’t let that bad’un hurt my mouse.” („Lasst nicht zu, dass der böse Kerl meiner Maus etwas antut.“) Aus „bad’un“ wurde „der böse Indianer“, verwirrend, da in der Handlung tatsächlich ein Indianer vorkam.
Unsicherheit herrschte ebenso bei der Übersetzung von Coffeys Satz: “I tried to take it back, but it was too late.” Erst später erfährt der Leser, dass dies kein Geständnis ist, sondern Coffey meint, dass er den Mord nicht rückgängig machen konnte. Das konnte der Übersetzer, der das Gesamtwerk ebenfalls nicht kannte, anfangs nicht wissen, und so übertrug er im Verlauf der Geschichte denselben Ausdruck dreimal anders: „Ich wollte mich zurückhalten“, „Ich wollte es aufhalten“ und schließlich in Band vier: „Ich wollte es ungeschehen machen“.
Erst in der Komplettüberarbeitung von 2011 wurden diese Fehler revidiert.

## Bezüge zu Jesus Christus
Der Charakter John Coffey weist starke Parallelen zu Jesus Christus auf, die von Stephen King beabsichtigt waren und die der Figur eine tiefere Bedeutung verleihen. So weisen schon die Initialen Coffeys, J. C., auf Jesus Christus hin. Beide vollbringen Wunder, heilen und erwecken von den Toten, sie erkennen das Wesen und das Leiden der Menschen.
Doch nicht nur der Charakter John Coffeys, sondern auch sein Leiden und Sterben und die verwendete Symbolik verweisen auf Christus. So ist John Coffey wie dieser bereit, sein Schicksal auf sich zu nehmen und widerstandslos den Tod zu erleiden, was klar wird, als er das Lied I’m in Heaven singt. Er ist es müde, das Leid, das die Menschen sich gegenseitig zufügen, mitzufühlen und zu ertragen.
Die Umstände der Hinrichtung entsprechen ebenfalls in gewisser Weise denen der Kreuzigung Christi. So wurde Christus zwischen zwei Verbrechern hingerichtet, verspottet und verhöhnt. John Coffey wird von den anwesenden Zeugen mit hasserfüllten Rufen traktiert, seine Hinrichtung ist die dritte in einer Reihe der im Film gezeigten.

## Weiteres
Als einer der wenigen Romane von King haben die Folgen des sechsteiligen Fortsetzungsromans The Green Mile keinerlei Querverweise auf andere Werke Kings.
Mit der Erzählung über die Geschehnisse im Gefängnistrakt äußert Stephen King Kritik an der Todesstrafe und dem elektrischen Stuhl.
Unter Stephen-King-Fans wurde die Art und Weise der Veröffentlichung kritisiert. Für den Preis von 5 DM wurde jeweils ein Band veröffentlicht. Der gesamte Roman kostete damit 30 DM. Taschenbuchauflagen anderer King-Werke waren hingegen zu dieser Zeit für etwa 6 bis 15 DM zu bekommen, sodass man dem Autor vorwarf, mit der Veröffentlichung in Teilform mehr Geld verdienen zu wollen. Auf Druck der Öffentlichkeit – auch wegen der äußerst erfolgreichen Verfilmung Frank Darabonts – veröffentlichte King The Green Mile später als kompletten Roman in einem Band.